# World in My Eyes
World in My Eyes is een nummer van de Britse synthpopband Depeche Mode uit 1990. Het is de vierde en laatste single van hun zevende studioalbum Violator.
De videoclip voor "World in My Eyes" werd geregisseerd door Anton Corbijn. Het nummer werd vooral in Europa een hit. In het Verenigd Koninkrijk haalde het nummer de 17e positie. In Nederland deed het nummer het iets minder goed in de hitlijsten; daar haalde het slechts de 15e positie in de Tipparade.